# Uhorská Ves
Uhorská Ves (allemand : Ungereiden, hongrois : Magyarfalu) est un village de Slovaquie situé dans la région de Žilina.

## Histoire
La première mention écrite du village date de 1230.

## Démographie

### Évolution de la population
| Année:               | 1994. | 2004.   | 2014.   | 2024.    |
| -------------------- | ----- | ------- | ------- | -------- |
| Nombre de personnes: | 437   | 433     | 471     | 573      |
| Différence:          |       | -0,91 % | +8,77 % | +21,65 % |

| Année:               | 2023. | 2024.   |
| -------------------- | ----- | ------- |
| Nombre de personnes: | 576   | 573     |
| Différence:          |       | -0,52 % |

## Personnalités
- Lucia Popp, soprano slovaque naturalisée autrichienne, née le 12 novembre 1939 née à Uhorská Ves, décédée le 16 novembre 1993 à Munich (Allemagne).